# Dangun Wanggeom
Dangun Wanggeom er ifølge koreansk mytologi den første menneskekonge, søn af Hwanung (søn af den himmelske skaber) og Ungnyeo (bjørnen som blev kvinde). Han er ifølge myten grundlægger af den koreanske nation, Gojoseon, i året 2333 f.Kr., i det område som omfatter Liaoning, Manchuriet og Koreahalvøen.
Termen Dangun refererer almindeligvis til grundlæggeren selv, men nogen mener, at det var en titel, som betyder "alterprins" eller "højestepræst" som er benyttet af alle Gojoseon-herskerne, og at Wanggeom (왕검) var det egentlige navn på grundlæggeren.
Dangun kan også betyde "sandeltræ", mens Wanggeom kan betyde "konge", eller "kongen i sandelskoven", eftersom det var under et sandeltræ han samlede sine 3.000 hjælpere, da han erklærede sig som koreansk konge.

## Historien
Forhistorien begynder med Dangun Wanggeoms bedstefader, Hwanin (환인; 桓因), eller "den himmelske skaber". Hwanin havde en søn, Hwanung som han tillod, sammen med sine 3.000 hjælpere at nedstige på Paektubjerget, der Hwanung grundlagde Sinsi (신시; 神市, "Guds by"). Sammen med sine ministre som regerede over skyer, regn og vind, etablerede han love og moralkode, og underviste menneskene i ulige kunstformer, medicin og landbrug.Legenden tillægger udviklingen af akupunktur og moxibustion (en slags akupunktur) til Dangun.
En tiger og en bjørn bad til Hwanung om at måtte blive mennesker. Hwanung gav dem 20 hvidløg og en bundt burot, og gav dem besked om at kun spise den hellige mad og holde sig væk fra solskin i en hule i hundrede dage. Tigeren gav op efter 20 dage og forlod hulen. Bjørnen forblev i hulen og blev omdannet til en kvinde på den 101. dag.
Bjørne-kvinden (Ungnyeo; 웅녀; 熊女) var taknemmelig og gav Hwanung sine gaver. Savnet af en ægtemand gjorde henne trist, og under en birk (신단수; 神檀樹, "hellig birk") bad hun om en søn. Hwanung blev bevæget af hendes bønner, og tog henne til sin kone. Snart fødte hun en søn, Dangun Wanggeom.
Dangun steg på tronen, byggede den befæstede by Asadal, nær nutidens Pyongyang og kaldte kongeriget ifølge Joseon-kilder for det "gamle Joseon" eller "tidligere Joseon" (koreansk: "Gojoseon") for ikke at forveksle det med Joseon, kongeriget som opstod langt senere. Så flyttede han hovedstaden til Asadal på Baegakbjerget (eller Gungholbjerget). 1500 år senere i året Kimyo, gav Kong Wu af Zhou Jizi til Joseon, og Dangun flyttede hovedstaden til Jangdangyeong. Til sidst drog han til Asadal og blev et bjerg, da han nåede alderen 1908 år.

### Datering
Dangun blev koreansk hersker i år 2333 f.Kr. ifølge beskrivelsen i Dongguk Tonggam (1485), det 50. år for den kinesiske Kejser Yao. Andre kilder varierer noget, når det gælder tidspunkt, men har til fælles at dette skete under Yao's tid (normalt regnet til 2.357 – 2.256 (f.Kr.)). Samguk Yusa siger, at Dangun steg på tronen i det 50. året i Yaos tid som hersker, mens Sejong Sillok siger i det første år og Dongguk Tonggam siger i det 25. år.
Indtil 1961 var den officielle sydkoreanske nummerering af år kaldt for Dangi (단기, 檀紀), som startede i 2.333 f.Kr.. Daejonggyo er anset som 3. oktober i den koreanske kalender (Gaecheonjeol, 개천절, 開天節, "Festival for Himlens åbning"). Dagen er nu offentlig fridag efter Gregoriansk kalender, kaldt for National Foundation Day.
Nordkorea daterer Danguns etablering af Gojoseon til begyndelsen af det 30. århundrede f.Kr.
Den 15. marts i det 4.340. år af Danguns herskerperiode kaldes for Eocheonjeolceremonien (어천절,御天節), eller dagen da Dangun vendte tilbage til himmelen.

## Tolkning
Den ældste nedskrevne kilde, som nævner Dangun Wanggeom, er fra det 13. århundrede i Samguk Yusa, som citerer den kinesiske bog Weishu og den nu tabte koreanske tekst Gogi (古記).
Dette er den bedst kendte og studerede udgave, men lignende udgaver er gengivet i Jewang ungi af den Goryeo-lærde Yi Seung-hyu (이승휴, 李承休, 1224-1300), samt Eungje Siju og Sejong Sillok fra tidlig Joseon.
Lærde i dag mener, at legenden reflekterer soltilbedelse og totemisme som er almindelig i skabelsesmyter i det nordøstlige Asien. Bjørnen er ofte en del af myter fra Manchuriet og det østlige Rusland. Legenden giver derfor et vink om en forbindelse mellem de ulige stammer i området, som tilbad solen, bjørn og tiger.

### Dangun som religion
Man tror, at Dangun-myten under mongolernes invasioner af Korea spillede en vigtig rolle for at skabe national enhed og mobilisere patriotisme mod indtrængerne. Gosindo (고신도; 古神道), som er en version af koreansk shamanisme, som anså Dangun som en gud, havde en tilsvarende tolkning, men den uddøde i det 15. århundrede.
I slutningen af det 19. århundrede og begyndelsen af det 20. århundrede skete det en genopvågning af koreansk nationalisme efter gentagne japanske invasioner, som endte med Korea under japansk overherredømme (1910–1945), og bevægelsen blev genoplivet i Daejonggyo (대종교; 大宗敎). Den blev promoveret af Na Cheol (1864–1916), men den overlevede ikke den kulturelle undertrykkelse under okkupationen, fordi den kom i konflikt med den kulturelle imperialisme, som den japanske okkupationsmagt stod for. Efter Japans overgivelse og den koreanske befrielse i 1945, blev Daejonggyo taget frem igen, men den består bare som en lille religiøs sekt,
sammen med Cheondogyo.

### Dangun i Taekwondo
Dangun er det andet mønster, eller hyeong, i den International Taekwondo Føderation-form af den koreanske kampsport taekwondo. Studenter lærer, at hyeong eller tul repræsenterer "den hellige legendariske grundlægger af Korea i år 2.333 f.Kr.". Usædvanlig for tul, alle slag er høje (øjenhøjde), som symboliserer Dangun som et bjerg.

## Dangun-mausoleet
Dangun-mausoleet er det formodede gravsted for Dangun. Stedet udgør vel 1,8 km² ved foden af Taebakbjerget (대박산) i Kangdong ved Pyongyang i Nordkorea. Dangun's grav er skabt som en pyramide, vel 22 m høj på hver side. Mange observatører og historikere udenfor Nordkorea, herunder i Sydkorea, mener, at stedet er kontroversielt, og har antagelig ikke noget med legenden at gøre.